# Lista de instituições de ensino superior do Rio Grande do Norte

## Públicas

### Federais
Natal
- Universidade Federal do Rio Grande do Norte (UFRN)

Mossoró
- Universidade Federal Rural do Semi-Árido (UFERSA)

### Estaduais
Mossoró
- Universidade do Estado do Rio Grande do Norte

## Privadas
Natal
- Universidade Potiguar (UNP)
- Fatern - Gama Filho

Currais Novos
- Faculdade do Seridó - FAS